# アフリカ戦線 (第一次世界大戦)
第一次世界大戦におけるアフリカ戦線（アフリカせんせん）は、アフリカ大陸に点在するドイツ帝国植民地とその周辺において、中央同盟国ドイツ軍と連合国軍との間で発生した戦闘である。
アフリカのドイツ植民地には、ドイツ領カメルーン、ドイツ領トーゴラント、ドイツ領南西アフリカ、およびドイツ領東アフリカがあった。

## 概要
ほぼ世界中の制海権を握るイギリス帝国は、第一次世界大戦勃発時にドイツの植民地を征服するだけの戦力と物資を持っていた。アフリカ大陸にあったドイツ植民地のほとんどは獲得してまだ日が浅く、十分な防衛体制がなされていなかった（ドイツ領東アフリカは例外）。そしてそれぞれが連合国植民地（イギリス、フランス、ベルギー、およびポルトガル）に囲まれている状態だった。
アフリカ大陸のドイツ植民地はそれぞれ単独で戦わざるをえず、次々に連合軍に制圧されたが、パウル・フォン・レットウ＝フォルベックに率いられたドイツ領東アフリカ軍だけは大戦期間中戦いつづけ、最終的に降伏したのは、本国ドイツの休戦協定署名後のことだった。

## 西アフリカ戦線
西アフリカでは、2つの小規模かつ短期間の軍事作戦が行われ、ドイツの植民地トーゴラント（のちのトーゴ共和国）およびドイツ領カメルーン（のちのカメルーン共和国およびナイジェリア連邦共和国東部の一部地域）が占領された。

### トーゴランド戦線
小さな植民地だったドイツ領トーゴラントは、ほとんど開戦直後に征服された。連合軍は英領ゴールド・コースト（のちのガーナ共和国）の王立西アフリカ辺境軍（Royal West African Frontier Force; RWAFF）およびフランス領西アフリカ・ダオメー（のちのベナン共和国）のセネガル原住民部隊（Tirailleurs senegalais）が侵攻し（フランス軍は小規模部隊）、戦闘は1914年8月27日までに終了した。

### カメルーン戦線
ドイツ領カメルーンには約3,000名のアフリカ人兵士に支援された約1,000名の駐留ドイツ軍がいた。イギリス軍はイギリス領ナイジェリアから3個縦隊で東のカメルーンへ侵攻した。しかし、3つの部隊はすべて、その地形、悪路、およびドイツ軍の待ち伏せ攻撃などが組み合わさり撃退された。フランス軍はチャドから南のカメルーンへ侵攻し、クッセリを占領した（クッセリの戦い）。9月初旬、ベルギー＝フランス合同軍は沿岸のリンベを占領した。この部隊は移動砲台として4隻のイギリスおよびフランス巡洋艦の援助をうけ、1914年9月27日に植民地首都ドゥアラを占領した（Naval operations of the Kamerun Campaign）。
ドイツ軍の抵抗地区はヤウンダ（Yaounda）のみとなった（第一次ヤウンダの戦い）。ベルギー＝フランス合同軍部隊はドイツが敷設した鉄道路を内陸部へたどっていき、ドイツ軍の反撃を撃退し、11月にはヤウンダは占領された（第二次ヤウンダの戦い）。生き残ったドイツ兵のほとんどは中立地帯であるスペイン領ギニア（のちの赤道ギニア共和国）のリオ・ムニへ脱出した。カメルーンにあった最後のドイツ軍要塞は武器弾薬を使い果たし、1916年2月に降伏した。

## 南西アフリカ戦線
南西アフリカでは、開戦とともに南アフリカ連邦がイギリスに代わりドイツ領南西アフリカ（現在のナミビア共和国）を攻撃、征服した。
ドイツ領南西アフリカは広大で乾燥した地域だった。完全に荒涼としたナミブ砂漠は海岸に隣接しており、ほとんどのドイツ人は大西洋からおよそ320km内陸の植民地首都ヴィントフーク周辺を本拠としていた。現地には防衛隊（Schutztruppe）3,000名がおり、ドイツ入植者のうち成人男性7,000名の大部分からの支援を期待できた。
1914年8月、ヨーロッパでの戦争が拡大の兆しを見せ始めた頃、南アフリカ連邦政府はドイツ植民地と国境を接していることの重要性に気付いていた。南アフリカ連邦首相ルイス・ボータはロンドンに対し、南アフリカは自身を守備することができること、駐留イギリス軍をフランスに派遣できることを伝えた。イギリス政府がボータに対しドイツ領南西アフリカに侵攻できるかどうか尋ねたとき、ボータは南アフリカにはそれができ、そうするだろうと返答した。
1914年9月初旬、南アフリカ連邦軍は司令官ヘンリー・ルーキンとサロモン（マニー）・マリッツ中佐指揮の下、両国国境沿いに動員された。その後まもなく、別の部隊がリューデリッツ港を占領した。

### ブール人の反乱
当時、南アフリカ連邦のブール人の間ではドイツに共感をもつ者がかなり多くいた。それは、第二次ボーア戦争においてドイツは彼らを支援しており、それからまだ12年しか経っていなかったためであった。クリスティアーン・ベイヤースはドイツとの開戦に反対し南ア国防相を辞任、オラニエ自由州知事代理クリスティアーン・デ・ヴェトらとともにボータらと対立した。ドイツ領南西アフリカとの国境に展開した南アフリカ連邦軍部隊の指揮官マリッツは、以下の宣言を行った。
マリッツと数名の高級将校は速やかに総勢約12,000名の反乱部隊をトランスファール州およびオラニエ自由州に集結させ、戦闘の準備を行った。これがブール反乱（マリッツ反乱とも呼ばれる）の始まりである。
1914年10月14日、南アフリカ連邦政府は戒厳令を布告、ルイス・ボータ指揮下の政府に忠誠を誓わせ、ヤン・スマッツは反乱の鎮圧を開始した。10月24日、マリッツは敗北し、ドイツ領に逃亡した。反乱は1915年2月初旬には事実上鎮圧された。ド・ヴェトらブール反乱の首謀者は6-7年の禁固刑および2,000ポンド前後の罰金刑を受けた（が、1-2年後に釈放される）。

### ドイツ領南西アフリカ

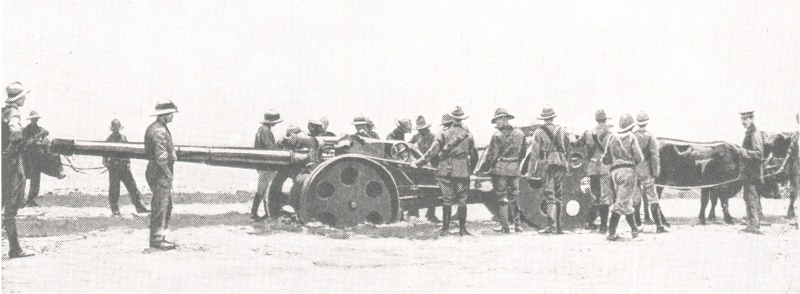
砂漠の中牽引される南アフリカ軍の4.7インチ速射砲

1915年3月、南アフリカ軍67,000名は4個縦隊で南西アフリカへ侵攻を開始した。南アフリカ軍は練度が高く、現地と同種の地形で生活した経験があった。彼らは馬に乗り、何もない土地を数百kmあまり縦断した。ドイツ軍は遅滞戦術を展開しようとしたが成功しなかった。ボータ自身が軍を率い、ウォルビスベイおよびスワコプムントを占領した。進撃中、部隊は頑強な抵抗だけでなく、地雷原と有毒物質の井戸に遭遇した。3月12日、植民地首都ヴィントフークは占領され、この時までに南アフリカ軍は南西アフリカのほとんどを手中に納めた。この段階でドイツ軍に降伏勧告がなされたが不首尾に終わり、ドイツ軍を徐々に領土の北西に押し込みながら戦闘は続いた。1915年7月1日、ドイツ軍はオタヴィで敗北し（オタヴィの戦い）、7月9日、コラブ（英語: Khorab）で降伏した。南西アフリカは以後1990年にナミビアとして独立するまでの75年に渡り、事実上南アフリカに支配された。

### アンゴラ戦線
ドイツ軍は唯一ポルトガル領アンゴラに向けては攻勢に出たが、撃退された。

## 東アフリカ戦線
東アフリカではドイツ領東アフリカ（のちのタンガニーカ（タンザニア連合共和国大陸部の一部）、ブルンジ共和国およびルワンダ共和国）から戦闘が始まり、最終的にポルトガル領東アフリカ（のちのモザンビーク共和国）、イギリス領東アフリカ（のちのケニア共和国）、北ローデシア（のちのザンビア共和国）、イギリス保護領ウガンダ（のちのウガンダ共和国）、ベルギー領コンゴ（のちのコンゴ民主共和国）に波及した。イギリス軍は4年の努力と何万もの犠牲者（その多くは風土病による）を出しながらドイツ植民地の占領あるいはドイツ軍の鎮圧ができなかった。
パウル・フォン・レットウ＝フォルベック大佐（のち少将）に率いられたドイツ植民地軍は、奇襲、ヒット・エンド・ラン攻撃、および待ち伏せ攻撃を繰り広げた。再三再四、イギリス軍はレットウ＝フォルベックの部隊を陥れる計画を練ったが、彼を捕まえることはできなかった。ドイツ軍はドイツ領東アフリカ全土を動き回り、土地のものを食べて生活し、イギリスおよびポルトガルの物資を奪った。レットウ＝フォルベックは第一次世界大戦を通して戦い抜き、ドイツの休戦協定署名後になって降伏した。

### 情勢
ドイツ領東アフリカは広く、地形が複雑な地域だった（大地溝帯の一部、タンガニーカ湖、およびヴィクトリア湖が含まれる）。それは豊富な水源となる山脈や北西部の肥沃な土地、乾燥し、砂と岩だらけの中央部、野生生物の豊富な北東部の草原、広大な無人の森林地域のある南東部など変化に富んでいた。沿岸部にはスワヒリ族とアラブ商人が居住し、アラブ人はイギリスが支配するザンジバルとのちのケニアおよびモザンビークの沿岸部とともに、中部アフリカとの貿易を牛耳っていた。
戦争勃発時、ドイツ植民地の管理責任者であるハインリヒ・シュネー総督は敵対的行動をとることのないよう指示した。北のイギリス領東アフリカ（ケニア）では、イギリスの総督が、イギリス領東アフリカは「現在行われている戦争には関心が無い」との声明を出した。その理由の一つにはどちらの植民地も多くの兵がいなかったからということがあった。しかし、東アフリカの小規模なドイツ軍の指揮官フォン・レットウ＝フォルベック大佐はシュネーを無視し、戦闘に向けて軍を召集した。開戦時ドイツ防衛隊（Schutztruppe）には約200名の将校と1,700名のドイツ人兵士、2,500名のアスカリがいた。

### 1914年

#### 開戦
ドイツ領東アフリカでの戦闘は1914年8月に始まった。8月15日、ルアンダ＝ウルンディのドイツ軍はベルギー領コンゴの数ヶ所の村を砲撃した。8月22日、タンガニーカ湖のドイツ軍艦はアルバートヴィル（のちのカレミ）の港に対して砲門を開いた。
9月、ドイツ軍は隣接するイギリス領東アフリカおよびイギリス保護領ウガンダに侵入した。また、レットウ＝フォルベックはヴィクトリア湖に小艦隊を創設し、それは小さな戦果で大きな衝撃を与えた。イギリス軍はヴィクトリア湖での制水権を回復するため、数隻の砲艇を分解して鉄道で湖へ運んだ。また、1914年11月2日にイギリス領インド軍2個旅団がタンガへの上陸を試みたが、ドイツ軍は上陸部隊を撃退する（タンガの戦い）。正確で激しい砲撃が浜の上陸部隊の進撃を阻止し、3日後には上陸部隊を船へ押し戻した。砂浜にはドイツ軍が翌年まで本拠を維持できるだけの物資が残されていた。

### 1915年

#### イギリス＝ベルギー軍のタンガニーカ湖遠征
1915年、ドイツ軍が優勢であったタンガニーカ湖にイギリス軍はモーターランチミィミィ号とトウトウ号を送り込んだ。ジェフリー・スパイサー＝シムソン中佐指揮の下、この2隻は1915年12月26日にドイツ軍のキンガニと交戦しこれを捕獲した。1916年2月9日にはフィフィ号と改名されたキンガニとミィミィがドイツ軍武装商船ヘードヴィヒ・フォン・ヴィスマンを撃沈した。ドイツ側は特設砲艦「グラーフ・フォン・ゲッツェン」を就役させたが、連合軍の水上機によって撃破した。
1915年にはレットウ＝フォルベックの部隊には3,500名のドイツ兵とおよそ12,000名のアスカリが加わっていた。

### 1916年

#### スマッツ将軍到着
イギリス軍のホレス・スミス＝ドリエン将軍はドイツ軍との戦闘の指揮官に任命されていたが、南アフリカへの航海中に肺炎に罹り、指揮をとることができなくなった。1916年、ヤン・スマッツ将軍がレットウ＝フォルベック撃破の任を受けた。スマッツは（その地域では）大規模なおよそ13,000名のブール人を含む南アフリカ兵、イギリス兵およびローデシア兵のほか、7,000名のインド人およびアフリカ人兵士を擁していた。また、彼の直属では無いが同じ連合軍としてベルギー軍と、ポルトガル領東アフリカには大規模だがまったく頼りにならないポルトガル人部隊がいた。イギリス軍に指揮されたアフリカ人ポーターによる大規模な運搬兵団（Carrier Corps）が、鉄道や道路がいたるところで寸断されている内陸部に入ったスマッツの軍に物資を供給した。これらはそれぞれ別々の国の部隊であったが、原則的に南アフリカ軍のスマッツに指揮された。

#### ベルギー領コンゴ軍の参戦
参戦したベルギー領コンゴ軍はかなり大規模だった − 戦闘部隊を含まない後方支援部隊だけでおよそ260,000人の運搬兵が動員された。トンブール将軍、モリトール大佐およびオルセン大佐に率いられたベルギー領コンゴの植民地軍（公安軍）は1916年4月18日に参戦した。彼らは5月6日にキガリを占領した。ブルンジのドイツ軍は善戦したが、数で勝るベルギー領コンゴ軍に屈服せざるをえなかった。6月6日、彼らはウスンブラを攻略し、その頃にはルワンダとブルンジを完全に制圧した。

#### 病気との戦い
スマッツ軍は複数方面から攻撃した。主攻勢は北のイギリス領東アフリカから、同時にベルギー領コンゴの相当数の部隊が西から2個縦隊で進軍しヴィクトリア湖を越え、大地溝帯に侵入した。もう一つの部隊が南西からニヤサ湖（マラウイ湖）を越え進軍した。これらすべての部隊はレットウ＝フォルベックを捕らえることができず、全員が進軍中に重い病気を患った。例えば第9南アフリカ歩兵隊は2月には1,135名いたが、ほとんど戦闘することもないまま10月には116名にまで減っていた。しかし、ドイツ軍は、ほとんどいつも大規模なイギリス軍に対すると撤退し、1916年9月までにはダルエスサラームの海岸からウジジに至るドイツの鉄道はすべてイギリスの支配下になった。

#### ベルギー領コンゴ軍のタボラ占領作戦
ベルギー領コンゴ軍はその後タボラ占領作戦を開始した。彼らは3個縦隊でタンガニーカに進撃し、ビハラムロ、ムワンザ、カレマ、キゴマおよびウジジを攻略した。数日に渡る激戦の後彼らはタボラを制圧した。ベルギーがドイツ植民地に対する権利を主張するのを恐れたスマッツは、あわててルワンダとブルンジを占領したベルギー軍をコンゴへ返させた。トンブール将軍指揮のベルギー軍はドイツ領東アフリカ中央部にある行政の中心地タボラを占領した。

#### 東アフリカ南部への封じ込め
これによりレットウ＝フォルベックの軍はドイツ領東アフリカ南部に閉じ込められたため、スマッツは彼の南アフリカ兵、ローデシア兵およびインド人兵をアフリカ人兵と交代させ、後方へ下がらせた。1917年初頭にはイギリス軍の半数以上はアフリカ人により構成されており、終戦の頃になるとほぼすべてがアフリカ人部隊になっていた。スマッツは1917年1月にこの地を去り、イギリス戦時内閣に入閣するためロンドンへ向かった。

### 1917年
しかし、イギリス軍は1917年にベルギー領コンゴ軍に対し再び援軍を求めざるをえなくなった。以降、両軍は行動をともにした。イギリス軍はレットウ＝フォルベックの軍を捕縛あるいは撃破するために作戦を続けていたがドイツ軍の抵抗を鎮圧することはできなかった。まずイギリスの王立アフリカ小銃隊のホーキンス将軍が指揮を引き継ぎ、次いで南アフリカのファン・デフェンテル将軍が指揮を執った。
1917年7月、ファン・デフェンテルは攻勢に出た。レットウ＝フォルベックの軍は3個のグループに分かれ、そのうち2個グループはなんとか攻勢から逃れることができたが、タフェル指揮のおよそ5,000名からなる第3グループは投降を余儀なくされた。ドイツ軍は大規模なイギリス軍を釘付けにし、時には敗退させた。例えば、ドイツ軍は1917年10月にマヒワ近郊にてイギリス軍を破った（マヒワの戦い）。ドイツ軍は100名を失ったのに対し、イギリス軍は1,600名を失った。それでも、イギリス軍はドイツ軍に迫った。
1917年11月23日、レットウ＝フォルベックは南のポルトガル領東アフリカ（のちのモザンビーク共和国）領内に入った。彼は小規模のポルトガル駐留部隊を捕らえ、新兵と物資を獲ることに望みをかけた。

### 1918年
彼はその後の約9ヶ月間に渡り捕縛を避けながらポルトガル領東アフリカ領内を進撃したが、ほとんど戦力を強化することはできなかった。その後再びドイツ領東アフリカに戻り、1918年8月に今度は北ローデシアに侵入した。

#### レットウ＝フォルベックの投降

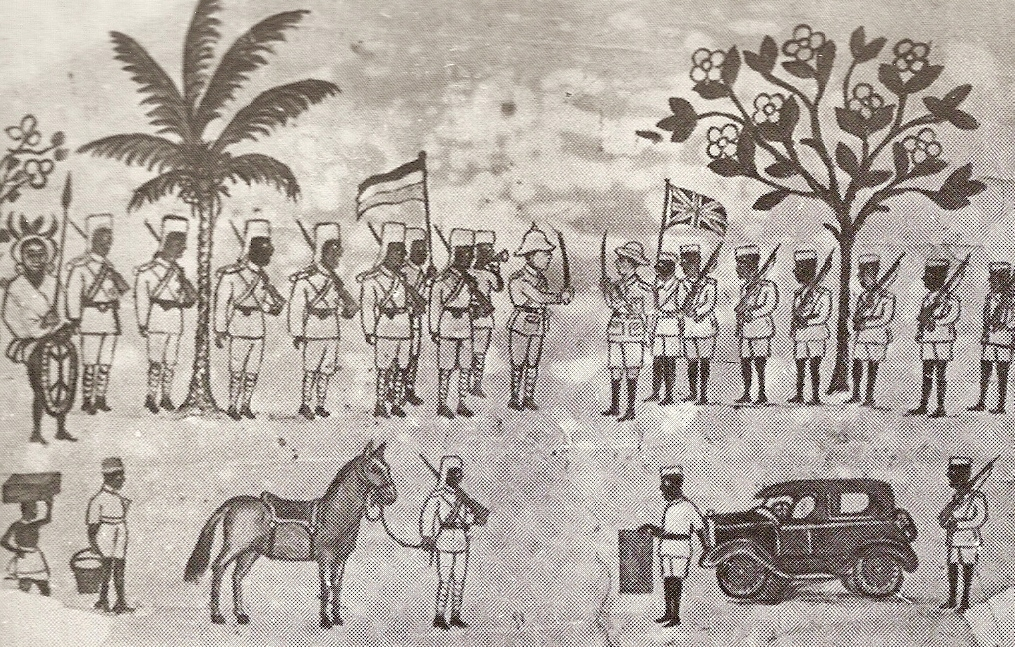
アフリカ人芸術家が描いた、アバーコーンにてイギリス軍に投降するレットウ＝フォルベック

11月11日にヨーロッパでドイツが休戦協定に署名していたが、その2日後の11月13日にレットウ＝フォルベックのドイツ軍は彼らが最後に攻略したカサマの街を焼き、イギリス軍から退避した。次の日、チャンベジ川（コンゴ川の最上流部）でレットウ＝フォルベックはドイツが休戦協定に署名したことを告げる電信を受け取り、戦闘停止に同意した。11月23日、要請に従い、レットウ＝フォルベックは残余の部隊を率いて北ローデシアのアバーコーンまで行進し、そこで正式に投降した。レットウ＝フォルベックの部隊は戦闘においてほとんど敗北することがなく、ドイツに英雄として凱旋した。ザンビアにはフォン・レットウ＝フォルベック記念碑が建てられている。

### 評価
この戦線では1人が戦死するごとに30人が病気で死ぬか戦闘不能になった（イギリス軍側）。
シリル・フォールズは述べている。
歴史家フレッド・レイドは次のように評価している。
コンゴにいた無名のベルギー人宣教師は当時のコンゴ人の生活について書いている。「父親は前線にいて、子供たちが前線に食料を運んでいる間、母親は兵士のために雑穀を挽く。」コンゴ人はヨーロッパで戦うことは無かったけれども、コンゴの人々もまた戦争で多くの犠牲を払った。

## 戦後
戦争によりドイツ植民地帝国は短命に終わった。イギリスとフランス、ポルトガル、イタリア、ベルギーなどはドイツ植民地を分配したが、彼らの植民地支配もまた短命に終わる。ほとんどの元ドイツ植民地は1960年までに独立を勝ち取り、最後に残ったナミビア（WW1後は南アフリカの統治下にあった）も1990年に完全独立を成し遂げた。

## アフリカ戦線を舞台にした作品
小説
エドガー・ライス・バローズ『野獣王ターザン』（1919年） - 大戦中のイギリス領東アフリカを舞台としたターザン・シリーズ作品で、シュテファン・ゾーレルにドイツ冒涜者ターザンとドイツ国内で紹介されたことから、ドイツ市場を失った。
セシル・スコット・フォレスター『アフリカの女王』（1935年） - 大戦中のドイツ領東アフリカを舞台とした。
映画
『アフリカの女王』（1951年） - 上記同名小説を映画化したもの。